# فرودگاه چپمن
فرودگاه چپمن (به انگلیسی: Chapman Aerodrome) یک فرودگاه همگانی با کد یاتا EZ2 است که یک باند فرود شن دارد و طول باند آن ۹۱۴ متر است. این فرودگاه در کشور کانادا قرار دارد و در ارتفاع ۹۴۵ متری از سطح دریا واقع شده‌است.